# Episodi di Hustle - I signori della truffa (ottava stagione)
L'ottava ed ultima stagione di Hustle - I signori della truffa è stata trasmessa in prima visione nel Regno Unito dal 13 gennaio al 17 febbraio 2012 da BBC One.
In Italia la stagione è stata trasmessa in prima visione da Joi, canale a pagamento della piattaforma Mediaset Premium, dal 10 al 24 dicembre 2014.
| nº | Titolo originale         | Titolo italiano         | Prima TV UK      | Prima TV Italia  |
| -- | ------------------------ | ----------------------- | ---------------- | ---------------- |
| 1  | Gold Finger              | Gold Finger             | 13 gennaio 2012  | 10 dicembre 2014 |
| 2  | Picasso Finger Painting  | Il Picasso              | 20 gennaio 2012  | 10 dicembre 2014 |
| 3  | Curiosity Caught the Kat | La mela marcia          | 27 gennaio 2012  | 17 dicembre 2014 |
| 4  | Eat Yourself Slender     | Ingozzati e dimagrisci! | 3 febbraio 2012  | 17 dicembre 2014 |
| 5  | Ding Dong That's my Song | Il presentatore         | 10 febbraio 2012 | 24 dicembre 2014 |
| 6  | The Con is Off           | I fantastici 8          | 17 febbraio 2012 | 24 dicembre 2014 |